# ایوانسکویه
ایوانسکویه (به لاتین: Ivanskoye) یک منطقهٔ مسکونی در روسیه است که در استان آرخانگلسک واقع شده‌است.